# Lasioglossum dashwoodi
Lasioglossum dashwoodi is een vliesvleugelig insect uit de familie Halictidae. De wetenschappelijke naam van de soort is voor het eerst geldig gepubliceerd in 2010 door Jason Gibbs.